# 17967 Бакемпбелл
17967 Бакемпбелл (17967 Bacampbell) — астероїд головного поясу, відкритий 10 травня 1999 року.
Тіссеранів параметр щодо Юпітера — 3,582.